# Branko Oblak
Branko "Brane" Oblak (Ljubljana, 27. svibnja 1947.), slovenski nogometni trener i bivši nogometaš. Jedan od najboljih veznih igrača Jugoslavije nakon drugog svjetskog rata.
Počeo je igrati nogomet 1963. u omladinskom sustavu ljubljanske Olimpije. Tri godine poslije počeo je standardno igrati sa seniorima i tamo se zadržao narednih 7 godina. U dresu "zmajčeka" odigrao je preko 300 utakmica.
Nakon toga odlazi u redove splitskog Hajduka za koji igra samo dvije, ali iznimno uspješne sezone. 1973. osvaja državni kup, 1974. dvostruku krunu ( kup i prvenstvo ), a 1975. opet prvenstvo. U "bilom" je odigrao ukupno 66 utakmica i zabio 24 gola. Kasnije odlazi u njemačku Bundesligu gdje bilježi preko 100 utamica braneći boje Schalkea i slavnog Bayerna. 
Nakon toga jedno je vrijeme pauzirao, te se vratio nogometu igrajući u drugoj austrijskoj ligi za Spittal iz istoimenog gradića. Nakon 2 sezone završava karijeru i postaje tehnički direktor Olimpije.
U reprezentaciji Jugoslavije debitirao je 6. svibnja 1970. u Bukureštu, a dolaskom Vujadina Boškova ustalio se među najboljih 11 države. Nakon niza poznatih utakmica u plavom dresu poput one sa Španjolskom u Frankfurtu oprostio se od reprezentacije protiv Rumunja u Zagrebu 1977. nakon 46 utakmica. U međuvremenu je nastupio i na Peléovoj oproštaljci u Rio de Janeiru, a 1974. na svjetskom prvenstvu je zajedno sa suigračem Popivodom bio prvi slovenac koji je nastupio na Mundialu. Štoviše, Oblak je bio izabran u momčad prvenstva. 
Nakon igračke karijere postao je trener. Dva je puta vodio Olimpiju, a kratko vrijeme i slovensku U-21 reprezentaciju. U studenom 2003. izabran je za najboljeg slovenskog igrača stoljeća, ispred Zahoviča i Katanca. Sredinom svibnja 2004. naslijedio je Bojana Prašnikara na mjestu izbornika slovenske reprezentacije. Na tom je mjestu uspio pobijediti i kasnije svjetske prvake Italiju, ali zatim pao krajem 2006. nakon serije lošijih rezultata.
Statistika u Hajduku
| Natjecanje        | Nastupi | Zgoditci |
| ----------------- | ------- | -------- |
| Prvenstvo         | 35      | 9        |
| Kup               | 9       | 3        |
| Superkup          | 0       | 0        |
| Međunarodne       | 1       | 1        |
| Splitski podsavez | 0       | 0        |
| Ukupno            | 45      | 13       |
| Prijateljske      | 21      | 11       |
| Sveukupno         | 66      | 24       |